# Маллен, Дэниел
Дэниел Маллен (англ. Daniel Mullen; род. 26 октября 1989, Аделаида, Австралия) — австралийский футболист, играет на позиции правого и центрального защитника. С 2018 года выступает за австралийский клуб «Кэмпбеллтаун Сити».

### Клубная карьера
Дэниел Маллен присоединился к клубу «Аделаида Юнайтед» из его родного города в сезоне 2008/09 чемпионата Австралии. Дебют Маллена состоялся 26 июля 2008 года в матче против «Ньюкасл Юнайтед Джетс» — встреча закончилась со счётом 0:0. В ноябре 2008 года Дэниел продлил контракт с клубом ещё на два года.
В июле 2012 года австралийский футболист подписал двухлетний контракт с китайским клубом «Далянь Аэрбин», выступавшим в Китайской Суперлиге.
Однако уже во второй половине сезона 2012/13 Дэниел на правах аренды перешёл в «Мельбурн Виктори». 3 февраля 2014 года Дэниел Маллен подписал контракт с «Уэстерн Сидней Уондерерс» из Нового Южного Уэльса. В 2014 году Маллен выиграл с клубом трофей Лиги чемпионов АФК.
31 января 2015 года Дэниел присоединился к «Ньюкасл Юнайтед Джетс».
9 августа 2017 года Дэниел Маллен стал игроком новозеландского клуба «Веллингтон Феникс».

### Карьера в сборной
Дэниел Маллен выступал за сборную Австралии в разных возрастных категориях. Дебют Маллена за взрослую команду состоялся в квалификационном матче Кубка Азии 2011 года в марте 2009 года — он вышел на поле в игре против сборной Кувейта.

### Достижения
«Уэстерн Сидней Уондерерс»
- Лига чемпионов АФК: 2014